# 滨河路街道 (金昌市)
滨河路街道，是中华人民共和国甘肃省金昌市金川区下辖的一个乡镇级行政单位。

## 行政区划
滨河路街道下辖以下地区：
龙岗里社区、龙集里社区和龙泉里社区。